# 돈규 클럽
유한회사 돈규 클럽(有限会社鈍牛倶楽部 유겐가이샤돈규쿠라부[*])는 도쿄도 시부야구에 위치한 일본의 연예 기획사이다. 2012년 7월 기준으로 18명의 배우와 감독이 소속되어 있다.

## 소속 인물

### 남자 배우
- 이와마츠 료
- 오모리 히로시
- 오다기리 조
- 오노우에 히로유키
- 쿠시다 카즈요시
- 코바야시 넨지
- 코바야시 류주
- 시미즈 유타카
- 타나카 테츠시
- 나가오카 타스쿠
- 하시모토 이치로
- 배정명
- 호리베 케이스케
- 미츠이시 켄

### 여자 배우
- 타바타 토모코
- 니시다 나오미

### 영화 감독
- 이리에 진기
- 소노 시온

## 이전 소속했던 인물
- 이케베 료
- 오가타 켄
- 오가타 칸타
- 미야자키 마스미
- 사사키 다이스케(아오야마 하루)
- 사와키 테츠
- 사카구치 타쿠
- 후지 마리코
- 안도 사쿠라
- 안도 모모코